# Reductio ad absurdum-regeln
Reductio ad absurdum-regeln, är namnet på en slutledningsregel, RAA-regeln, inom logiken, som bland annat används vid indirekt bevisföring. Regeln är en kombination av CP-regeln och den så kallade Absurditetsregeln, betecknad Ab-regeln, Law of Absurdity.
Definition: Om en kontradiktion K, kan härledas från en premissmängd H = {P1....Pn} och en formel F, så kan negationen av F härledas från H.
Definition med symboler: H ʌ F -| K implicerar H -| ~F, där -| betecknar satslogisk konsekvens.